# Marmosopsis
Marmosopsis juradoi es una especie extinta de marsupial didelfimorfo de la familia Didelphidae, subfamilia Didelphinae. Los hallazgos fósiles proceden de Itaboraí en Brasil, y están datados en el Paleoceno Medio.